# Friedrich Knauer (Zoologe)
Friedrich Carl Knauer (* 31. März 1850 in Graz; † 31. Juli 1926 in Wien) war ein österreichischer Zoologe.

## Leben

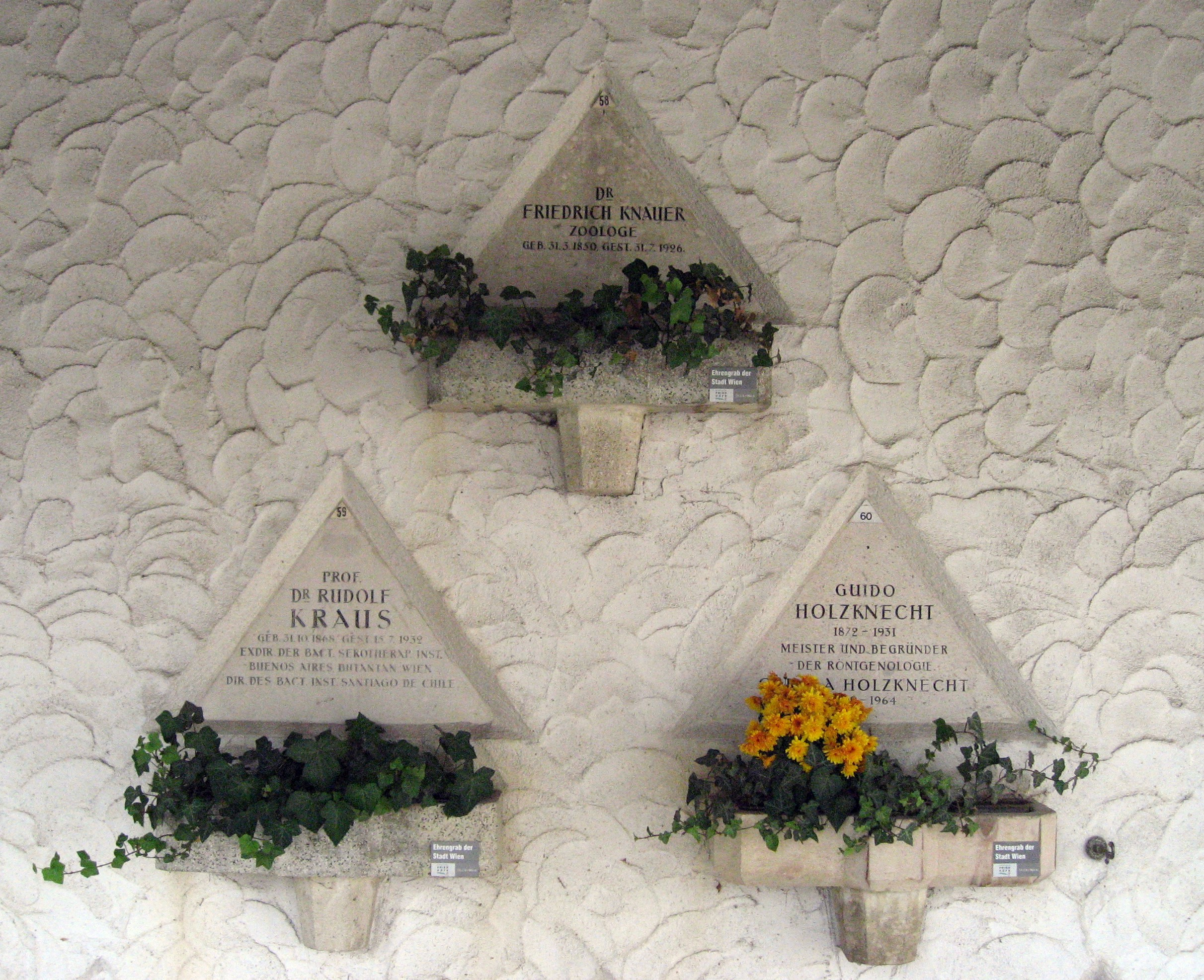
Gräber von Guido Holzknecht, Rudolf Kraus und Friedrich Knauer

Friedrich Knauer studierte an der Universität Wien von 1868 bis 1872 Physik, Chemie und Zoologie. 1887 wurde er Direktor des Vivariums im Wiener Prater. Er setzte sich für die Gründung eines Tiergartens am Schüttel ein und wurde 1893 dessen Leiter.
Knauer verfasste zoologische Fachbücher für Schule und Unterricht sowie populärwissenschaftliche Schriften und gab die Zeitschrift Der Naturhistoriker heraus. Er wurde Mitglied des Keplerbundes, der auf eine Versöhnung von Naturwissenschaft und Christentum zielte, sowie Präsidiumsmitglied des Bunds deutscher Forscher und Vorsitzender der Österreichischen Naturwissenschaftlichen Gesellschaft.
Nach seinem Tode wurde Knauer im Urnenhain der Feuerhalle Simmering bestattet (Wandnische Nr. 67). Sein Grab zählt zu den ehrenhalber gewidmeten bzw. ehrenhalber in Obhut genommenen Grabstellen der Stadt Wien.
1930 wurde die Friedrich-Knauer-Gasse in Wien-Favoriten nach ihm benannt.

## Schriften (Auswahl)
- Die bauende Thierwelt. Beschreibung der wichtigeren Thierbaue nach fremden und eigenen Beobachtungen. Pichler, Wien o. J.
- Die fremdländischen Amphibien und Reptilien. Frankreich, Spanien, Italien, Griechenland, Rußland, Afrika. Für den Naturfreund beschrieben. Wien o. J.
- Die Reptilien und Amphibien Nieder-Oesterreichs. Eine faunistische Skizze. Wien 1875
- Amphibien- und Reptilienzucht. Köhler, Wien 1875
- Beobachtungen an Reptilien und Amphibien in der Gefangenschaft. Hölder, Wien 1875
- Fang der Amphibien und Reptilien und deren Conservierung für Schulzwecke. Hölder, Wien 1875
- Unsere Kenntnisse von der Entstehung und dem Baue des Chlorophyll’s und dessen Rolle im Pflanzenleben. Hölder, Wien 1875
- Die alte Grenzscheide zwischen Thier- und Pflanzenwelt und deren Umsturz durch die moderne Naturwissenschaft. Hölder, Wien 1876
- Deutschlands und Österreichs Reptilien. Pichler, Wien 1877
- Europas Kriechtiere und Lurche. Pichler, Wien 1877
- Naturgeschichte der Lurche (Amphibiologie). Pichler, Wien 1878
- Naturgeschichte des Thierreiches. Lehr- und Lesebuch für die unteren Klassen der Gymnasien. Pichler, Wien 1878
- Ein Ausflug nach Schönbrunn. Selbstverlag, Wien 1879
- Deutschlands und Österreichs Amphibien. Für den Naturfreund beschrieben und nach ihrem Leben beschrieben. Pichler, Wien 1881
- Handwörterbuch der Zoologie. Enke, Stuttgart 1887
- Zur Gründung eines großen zoologischen Gartens in Wien. 1. Wiener Vereinsbuchdruckerei, Wien 1891
- Schönbrunn. Belehrender Führer. Lechner, Wien 1898
- Zwiegestalt der Geschlechter in der Thierwelt (Dimorphismus). Teubner, Leipzig 1907
- Zur Naturgeschichte des Bartgeiers. In: Wiener Zeitung, 16. Jänner 1908, S. 6 (online bei ANNO). (Teil 1.)
- Zur Naturgeschichte des Bartgeiers. In: Wiener Zeitung, 17. Jänner 1908, S. 6 (online bei ANNO). (Teil 2.)
- Der Bartgeier. Ein Verschwundener der deutschen Fauna. In: Badener Zeitung, 6. April 1910, S. 1 (online bei ANNO).
- Vogelschutz und Federnindustrie. Eine Streitfrage. Braumüller, Wien 1914
- Menschenaffen. Ihr Frei- und Gefangenleben. Thomas, Leipzig, um 1915
- Naturschutztage. Anregungen zur Erziehung unserer Jugend zum Naturschutz für Eltern und Lehrer. Thomas, Leipzig 1916
- Waldgänge. Unseren Jungwanderern zur Anregung und Belehrung. Jugendverlag Eckarthaus, Wien 1924